# Iliá Kíbel
Iliá Afanásevich (Efraímovich) Kíbel, nacido en Sarátov, el 19 de octubre (6 de octubre en el antiguo calendario juliano) de 1904 y muerto en Moscú, el 5 de septiembre de 1970, fue un meteorólogo y físico ruso, caballero de la Orden de Lenin, Premio Stalin del año 1941 y, póstumamente, Premio Aleksandr Fridman del año 1972. Fue miembro correspondiente destacado de la Academia de Ciencias de la URSS.

## Biografía
Kíbel nació en Sarátov en 1904. Se graduó de Física y Matemáticas en la Universidad de Sarátov en 1925. De 1925 a 1943 trabajó en Leningrado en el departamento de meteorología dinámica del Observatorio Geofísico Principal, fundado por Aleksander Aleksándrovich Fridman. Mientras tanto, Kíbel fue profesor del departamento de mecánica de fluidos en la Universidad de Leningrado, donde defendió su tesis doctoral en febrero de 1935. Durante la Gran Guerra Patria fue evacuado a Sverdlovsk, en los Urales, junto con un equipo del Observatorio Geofísico Principal de Leningrado.
En sus últimos años sufrió hipertensión grave. Kíbel murió de un derrame cerebral el 5 de septiembre de 1970. Está enterrado en el Cementerio Novodévichi de Moscú.
Estuvo casado con la también meteoróloga Catalina Nikítichna Blinova.

## Actividad científica
Desde mediados del siglo XIX los pronósticos climáticos se realizaban mediante la observación sinóptica del tiempo atmosférico, complejos de obtener por la dificultad de clasificar ciertas características climáticas como las nubes y los vientos. El verdadero punto de inflexión fue la invención del telégrafo en 1843 que permitía intercambiar información sobre el clima a velocidades inigualables y el establecimiento de estaciones meteorológicas donde medir y recopilar la información del clima para su análisis, análisis que era muy lento, inexacto y, casi siempre, influenciados por factores subjetivos. En 1904, Vilhelm Bjerknes publicó su investigación en la que la previsión climática venía a ser la solución numérica de las ecuaciones de la hidrodinámica de un fluido compresible aplicadas a la atmósfera terrestre. Como seguidor de Alexander Friedman y Nikolái Yevgráfovich Kochin, Kibel dedicó su vida al desarrollo de métodos hidrodinámicos numéricos en la predicción meteorológica.
En 1940, Kíbel encontró por primera vez una manera práctica efectiva de resolver el sistema de ecuaciones de vorticidad atmosférica, que incluye las ecuaciones de la mecánica de fluidos que explican la inestabilidad baroclínica de la atmósfera terrestre en latitudes medias, Así pudo pronosticar los campos de presión y temperatura hidrodinámicas con un periodo de un día. El cálculo se llevó a cabo usando máquinas sumadoras. En 1941, por este descubrimiento, fue galardonado con el Premio Stalin. Entre 1941-1942, en el sitio de Leningrado, se utilizaron los métodos propuestos por Kíbel para el cálculo de la presión sobre el hielo al construir sobre el lago Ladoga, los "caminos de la vida" en el Leningrado sitiado que rompieron el cerco alemán.
De 1943 a 1958 dirigió el Departamento de Meteorología Dinámica en el Instituto Central de Predicciones en Moscú. El advenimiento de los computadores y los grandes centros de cálculo computacional ha contribuido al desarrollo de métodos de cálculo hidrodinámicos de predicción meteorológica.
En 1958, se vio obligado a abandonar el Instituto Central de Predicciones. De 1958 a 1961 Kíbel trabajó en el Instituto de Geofísica Aplicada. En 1961 se organizó el Centro de Computación de la Academia de Ciencias de la URSS y el Servicio Hidrometeorológico, que en 1962 pasó a llamarse Centro de Computación de Meteorología. En 1965, Instituto Central de Predicciones y el Centro de Computación de Meteorología se fusionaron en el Servicio Hidrometeorológico de la URSS. Entre los estudiantes de doctorado formados por Kíbel se encuentran los académicos G. Marchuk, A. Dorodnitsin y A. S. Sargisian.